# Човек върху релсите
„Човек върху релсите“ (на полски: Człowiek na torze) е полски психологически филм от 1956 година на режисьора Анджей Мунк, реализиран по разказ на Йежи Стефан Ставински. Премиерата му е на 17 януари 1957 година.
Филмът маркира зараждането „полската филмова школа“, течение което променя облика на полската кинематография.

## В ролите
- Кажимеж Опалински, като машиниста Ожеховски
- Зигмунт Мачеевски, като началник-гара Тушек
- Зигмунт Циндел, като кантонера Салата
- Зигмунт Листкевич, като механика Запота
- Роман Клосовски, като огняря Новак
- Януш Билчински, като Варда, човек от комисията
- Юзеф Пара, като железничар
- Наталия Шиманска, като жената на Ожеховски
- Юзеф Новак, като помощника на Ожеховски
- Януш Палюшкевич, като механика Крокус
- Леон Немчик, като мъжа на перона
- Станислав Яворски, като Франек, приятеля на Ожеховски

## Награди
- 1957 – Награда „Кристален глобус“ за режисура от Филмовия фестивал в Карлови Вари.
- 1958 – Награда „Варшавска сирена“ за най-добър игрален филм от Клуба на филмовите критици.